# 김륵
김륵(金玏, 1540년 3월 9일 ~ 1616년 11월 11일)은 조선 선조·광해군 때의 문신·학자이다. 본관은 예안, 자는 희옥(希玉), 호는 백암(栢巖)이다. 시호는 민절(敏節). 임진왜란 당시 경상좌도 안집사와 체찰부사로 의병 모집, 의병대 지원, 민심 수습 등에 기여하였으며, 진주에서 이순신을 만난 뒤 그가 백의 종군할 때 구명 운동을 벌였다. 광해군 때는 이황, 이언적의 문묘 종사 운동을 주도했다. 또한 광해군의 생모 공빈 김씨의 추숭을 반대하기도 했다.
1612년 광해군의 공빈김씨 추숭을 반대하다가 삭직당하고 도성에서 추방되자 영천으로 낙향, 천운정을 짓고 여생을 보냈다. 뒤에 인조 반정 후 증 이조판서에 추증되었다. 당색으로는 동인이고 학맥으로는 이황학파로, 퇴계 이황의 제자인 소고 박승임, 금계 황준량의 문하에서 수학하다 이황을 직접 찾아가 직제자가 되기도 했다. 경상북도 영천군(현재의 영주시) 출신.

## 생애

### 생애 초반

#### 출생과 가계
1540년 경상북도 영천(영주시) 수민단면 백암리(현, 봉화군 봉화읍 문단리 사암마을)에서 태어났다. 세종 때의 천문학자 문절공 김담의 4대손으로, 증조부 김만칭(金萬秤), 조부 김우(金佑)에 이르기까지 별다른 관직에 오르지 못했고, 증조부 김사명은 생원이었으나 사후 증 통훈대부 통례원좌통례, 김우는 사후 증 승정원좌승지에 추증되었다. 생부 김사명(金士明)은 생원시에 합격한 뒤 성균관에서 유생으로 수학한 성균관 생원(成均館生員)이었다. 후에 그의 출세로 특별은전을 받아 증 이조판서에 추증되었다.
김사명은 창원 황씨와의 사이에서 김욱(金勖), 김륵 두 아들을 두었는데, 형인 김사문(金士文)이 아들이 없자 둘째 아들인 김륵을 형의 양자로 입양보냈다. 백부이자 양아버지인 김사문은 1538년(중종 33년)에 문과 과거시험에 급제하여 정6품 형조 좌랑을 지냈다. 양어머니는 인동장씨이다.
양부이자 백부 김사문은 형조좌랑인데 사후 증 이조판서에 추증되었고 생부 김사문의 증 이조판서 역시 증직이었다. 그가 태어난 백암리는 영주군 수민단면, 순흥부 수민단면에 속하다가 후일 봉화군 봉화읍에 편입되었다.

#### 수학
7세가 되던 해부터 양아버지 김사문으로부터 글을 배우기 시작하였으며, 양아버지가 일찍 세상을 떠난 뒤에는 공부의 시기를 놓칠 것을 염려한 어머니의 배려로 어려운 형편에서도 집안에 작은 서재를 꾸미고 학업에 열중하였다고 한다. 16세에 안동의 인동 장씨(仁同 張氏)와 혼인하였다.
이후 소고 박승임, 금계 황준량(黃俊良, 1517~1563)에게서 수학하다가 뒤에 퇴계 이황을 직접 찾아가 사물을 논한 후, 이황의 문인으로 수학하였으며, 1564년(명종 19년) 사마시(司馬試)에 합격하였다.

### 관직 출사

#### 사마시와 과거 급제
그러나 사마시 합격 이후 생부 김사명과 스승인 퇴계 이황이 연이어 사망, 그는 고향 영주시에 머무르며 퇴계 이황의 위패를 영주시 이산서원(伊山書院)에 배향하는 일을 추진하였으며 이후 영천(영주시) 지역 사림의 중심인물로 부상하게 된다. 그는 흑석사(黑石寺)와 소수서원 등에서 수학하다 1576년(선조 9)에 과거에 급제하였다. 오리 이원익, 학봉 김성일 등이 그의 동방이었다.
과거에 급제하고 바로 승문원 부정자가 되고 이어 승정원 가주서와 예문관검열을 지낸 뒤 성균관 전적·예조좌랑·사간원정언 등을 역임했다.
1580년 고산 찰방(高山察訪)으로 나갔다가 병조 좌랑·사간원 정언·사헌부 지평·홍문관 수찬·이조 좌랑을 지냈다.
1584년(선조 17) 사헌부지평을 거쳐 그해 8월 2일 영월 군수(寧越郡守)로 부임하였다. 영월군수로 재직 중 치적을 쌓아 선정비가 세워졌다.
1589년(선조 22) 김륵은 내직으로 홍문관 교리에 임명되고 사헌부 집의(~1591년 음력 6월 23일)를 거쳐 당상관으로 승진, 승정원 우부승지·좌부승지가 되었다. 1591년 동부승지가 되어 처사(處士) 최영경(崔永慶)의 억울함을 호소하다가 선조의 비위를 거슬러 호군(護軍)으로 좌천되었다. 얼마 뒤 형조참의에 임명되었지만 사퇴했다. 그 뒤 경상좌도 초유사, 경상우도 관찰사, 이조 참판, 성균관 대사성(成均館大司成), 사헌부 대사헌 등을 역임하였다.

#### 임진왜란 중 활동
1592년(선조 25) 4월 임진왜란이 일어나 한 달 사이에 팔도가 모조리 무너졌다. 이때 바로 안집사(安集使)의 명을 받고 경상도로 내려왔다가 의병에 합류, 왜군과 교전하였다. 또한 영주 지역과 풍기 지역에서 조직된 의병을 지원하는 일도 맡아보았다. 곧 전쟁 중이던 현지에서 안동부사에 제수되고 1593년 품계가 가선대부(嘉善大夫)로 승진, 올라 경상 우도 관찰사에 제수되었다.
1594년(선조 27)에는 사헌부 대사헌·이조 참판·홍문관 부제학 등 요직을 역임했으며, 1595년(선조 28) 부체찰사(副體察使)에 올라 수원·전주·남원·거창·진주·대구·창녕 등지를 순시하며 군졸들을 위무하고 전황을 살폈다. 이때 한산도와 거제도에 파견되어 이순신을 비롯한 수군의 활약상을 조사, 조정에 보고하고 이들의 전공을 위무하였다. 이후 진주에 가서 이순신을 만나 찾아가 대책과 전략을 상의하고 숨져간 병사들의 위령제를 지냈다.
그 뒤 이순신이 투옥됐을때는 유성룡 등과 함께 구명운동을 벌였다. 1596년 1월 양모 장 부인(張夫人)의 상을 당하여 벼슬을 사직했으나 이듬해 명나라-일본간 협상 결렬로 정유재란이 발생하자 다시 의병을 일으켜 왜군과 교전하였다. 어머니의 상 중이었으나 그는 사재를 털어 병기, 군량미를 조달하고, 영주, 풍기, 안동 주변 지역에 격문을 살포, 의병을 모집하였다. 또한 충청병사 원균을 불러 절제에 복종하지 않고 타 장수와 불화함을 지적했으며, 전주에서는 훈련 행사를 사열하고, 전라도 남원에서는 도원수 권율을 찾아 전황을 논의하였다. 또한 전라도 병마절도사 이복남이 순찰사에 복종하지 않자 매를 들어 형벌을 가한 후 파직을 상주하였다.
1598년 정유재란이 종결되자 관직을 사퇴하고 물러났다. 다시 관직에 올라 사헌부대사헌으로 시무16조를 올려 민심수습책을 제시한 뒤 1599년(선조 32) 봄 명나라 장군의 접대사(接待使)로 파견되었다가 질병으로 면직하였다.

#### 전란 종결 이후
1599년(선조 32) 형조 참판과 예조 참판을 거쳐 충청도 관찰사로 나가게 되었는데, 이때 이순신의 공로를 조정에 아뢰며 그 집안의 조세 부담을 감면해 줄 것을 청하였다.
1600년(선조 33) 병을 이유로 관직을 사퇴하고 고향인 영천(영주시)으로 물러난 뒤 김륵은 학문 연구에 몰두하였다. 그 밖에 월천 조목을 찾았고, 그 뒤 오운(吳澐)·배응경(裵應褧) 등 벗들과 이산서원에 모여 강학에 몰두하였다. 그 뒤 다시 형조참의에 제수되어 다시 조정에 나아갔고, 호조 참판 및 주역 교정청(周易校正廳)을 거쳐 명나라에 파견되는 동지사(冬至使)에 임명되어 연경으로 건너가 전란 후유증의 수습에 일익을 담당하고 귀국했다. 안동도호부사로 재직 중, 선무원종공신(宣武原從功臣)에 녹훈되었다.
1602년(선조 35) 경상도 변방으로부터 왜의 재침 기미가 있다는 보고가 들려오자, 조정에서 명나라에 파견되는 동지사로 보내 청병하였다. 그러나 만력제는 '재역불가의 5가지 이유'를 들어 거절하였다. 그는 반오조를 들어 설득하니 만력제가 이를 가상히 여겨 그에게 벼루와 비단 등을 하사하며, 지금 출병은 어렵지만 왜에 대한 경계의 칙지를 내릴 것을 약속받고 되돌아왔다. 
1604년(선조 37) 안동부사가 되었다. 1605년 홍수가 났는데, 고을이 낙동강 가에 위치하고 있고 또 청송(靑松)과 진보(眞寶)에서 범람한 물이 안동시내에 범람, 무너진 가옥과 물에 떠내려간 사람과 가축이 이루 셀 수 없었다. 공이 노심초사하여 진휼하고 구제하는 정사를 행하였다. 또한 퇴계 이황을 제향한 안동 여강서원(廬江書院) 또한 수해를 당하였다. 그가 여러 고을의 부로(父老)들과 도모하여 옛터에서 100여 보(步) 곳에 새로 짓고서 그 기물을 넉넉하게 하고 노비를 더 붙였는데, 여강서원 복구에 들어간 비용은 모두 자신의 녹봉으로 해결하였다. 1608년(선조 41) 3월 선조가 승하하고 광해군이 즉위하자 광해군은 그에게 성균관대사성을 제수했지만 얼마 뒤 사퇴하였다.

### 광해군 시절
1608년(광해군 즉위) 성균관대사성을 거쳐 이후 이조참판 등을 지냈다. 1610년(광해군 2) 다시 성균관대사성이 되었다가 사헌부대사헌에 올라 기축옥사에 연루된 동인(東人)들이 정여립과 직접적인 관련이 없음을 들어, 기축옥사때 희생된 동인들의 억울함을 신원해줄 것을 청하였고, 이황과 이언적을 비롯한 5현의 성균관 문묘종사(文廟從祀) 논의에 주도적으로 참여하였다.
그러나 그의 이황, 이언적의 문묘 종사는 북인들의 반대로 받아들여지지 않았다. 북인들은 자신들의 스승인 조식이 제외된 것에 불만을 품고 그의 이황, 이언적 문묘 종사를 반대했는데, 북인과 남인간 갈등을 초래하게 된다. 광해군은 즉위 초부터 자신의 생모 공빈 김씨를 왕후로 추존하려 하였으나, 그는 생모를 왕비로 추증하려는 광해군의 뜻을 비판, 반대하다가 왕의 노여움을 받고 강릉 부사(江陵府使)로 좌천되었다.
명나라에 진하사로 갔다가 귀국하여 공성왕후 추존 사실을 접하자 그는 아뢰기를, "추숭(追崇)하는 전례를 지금 이미 거행하였으니, 당초에 바로잡지 못한 책임은 참으로 돌아갈 곳이 있거니와, 품절(品節)에 이르러서는 마땅히 등급에 따른 차등이 있어야 합니다. 지금 종묘의 효경전(孝敬殿)과 똑같이 하였으니, 어찌 별묘라고 할 수 있겠습니까.(追崇之典 今已擧行 當初不能匡救之責 固有所歸 至於品節 宜有隆殺 今一視宗廟孝敬殿 則豈曰別廟云乎)"하니, 광해군이 크게 노하여 미움을 받고 좌천되었다. 승지와 대간들이 번갈아 소장을 올려 광해군을 만류했으나 듣지 않았다 한다.

### 생애 후반
1611년 그는 관직을 버리고 고향 영주군으로 물러났다. 곧 강릉부사로 임명되었으나 제때 북도에 무역할 곡식을 조세로 거두지 못했다는 이유로 지방관원들을 파면할 때 그도 파면되었다. 1612년(광해군 4) 하절사로 명나라에 다녀왔다. 귀국 후 안동부사로 부임하여 낙동강의 범람을 막기 위해 제방을 쌓았다. 그해 북인 대북(大北) 세력이 꾸며낸 김직재(金直哉)의 옥사에 그가 연루되었다는 누명을 쓰고 심문을 받은 뒤 삭탈관직(削奪官職), 유배되었다가 여러 신하들의 변호로 복관되었다. 최종 관직은 가의대부였다.
1612년 광해군의 생모 추숭을 반대했던 일로 삭탈관직당하고 도성에서 추방되었다.
그가 관직을 버린 것에 대해 광해군의 미움을 받았기 때문이라는 있다. 광해군일기의 졸기에 의하면 그는 광해군이 자신의 생모를 왕비로 추숭하려는 것에 대해 비례(예의가 아님)를 간하다가 화를 입고 영천으로 내려갔다(光海辛亥將追崇生母 玏爲都憲力言非禮 遂得罪退歸榮川)고 하였다.
이후 영주시내에 귀학정과 영주시 이산면 석포리에 천운정을 짓고 시문으로 소일하며 이수광·한석봉등 당대의 명사들과 교류했는데, 이때 석봉 한호로부터 친필 글씨로 귀학정 현판을 선물로 받았다. 1616년(광해군 8) 11월 16일 정침에서 병으로 사망했다.

### 사후
시신은 처음에 영주군 수문단면 백암리, 현 봉화군 봉화읍 문단리에 장사했다가 뒤에 이장, 묘소는 경북 봉화군 상운면에 있으며 신도비와 김하주의 묘 뒤에 있다. 1620년 영주의 사림이 사당을 세워 그와 고조부 김담, 그의 스승 소고 박승임을 제향하였다. 1623년 인조반정 후에 광해군 시절의 행동이 참작되어 1653년에 증 자헌대부 이조 판서 지경연의금부춘추관성균관사 홍문관대제학 예문관대제학 세자좌빈객으로 증직되었다.
정조 12년인 1788년에 '민절(敏節)'의 시호가 내려졌으며, 경상도 영주시의 구강서원, 영주시 향현사(鄕賢祠) 등에 배향되었다.

## 가족 관계
- 고조부 : 김담(金淡)
- 증조부 : 김만칭(金萬秤)
- 할아버지 : 김우(金佑)
  - 양 아버지[6] : 김사문(金士文, 1502년 6월 27일 ~ 1549년 12월 20일)
  - 양 어머니 : 인동(仁同) 장씨(張氏, 1514년 ~ 1597년), 생원 장응신(張應臣)의 딸
  - 친 아버지 : 김사명(金士明, 1506년 7월 10일 ~ 1568년 7월 7일)
  - 친 어머니 : 창원(昌原) 황씨(黃氏, 1505년 ~ 1560년 5월), 참봉 황희숙(黃希淑)의 딸
    - 친형 : 김면(金勉)
    - 친형 : 김욱(金勗)
    - 본인 : 김륵(金玏, 1540년 3월 9일 ~ 1616년 11월 11일)
    - 부인 : 인동 장씨(張氏, 1541년 ~ 1586년 6월 27일), 사옹원주부(司饔院主簿) 장순희(張順禧)의 딸
      - 장남 : 김기선(金幾善), 안기도 찰방
      - 차남 : 김지선(金止善, 1573년 ~ ), 생원[7] 및 의금부도사(義禁府都事)
      - 삼남 : 김잠선(金潛善), 찰방
      - 사남 : 김종선(金從善), 통덕랑
      - 오남 : 김락선(金樂善)
      - 사위 : 권래(權來, 본관 안동), 군자감정
      - 사위 : 이유도(李有道, 본관 진성)
      - 사위 : 이백명(李伯明, 본관 여흥)
      - 사위 : 김시정(金是楨, 본관 의성), 생원
      - 사위 : 이덕랑(李德良, 본관 전의)
      - 사위 : 이우익(李友益, 본관 진성)
      - 사위 : 이영환(李榮煥)
      - 사위 : 황중준(黃中俊)

## 저서
- 백암집(栢巖集)

## 기타
- 임진왜란 종전 직후 안동에 체류하며 류성룡과 더불어 정몽주의 문집인 포은집(圃隱集)의 교열, 교정에 참여하였다.
- 영월군수로 부임해서 5년간 재직하는 동안 노산군(魯山君[8])의 묘에 사당을 세우고 위판(位版)을 봉안하는고 위령제를 지냈다. 아무도 수습하지 않는 단종의 시신을 비밀리에 매장한 영월 호장 엄홍도의 후손들을 찾아내 호역[9]을 면제해주기도 하였다.

## 같이 보기
- 김담
- 임진왜란
- 김개국
- 류성룡
- 박승임
- 이여빈
- 이황
- 장여화
- 김태일
- 예안 김씨 가전계회도 일괄

## 참고 문헌
- 춘추관 관원들 (1616). 《선조실록》.
- 광해군일기, 백암집